# Llista de districtes d'Andhra Pradesh
L'estat d'Andhra Pradesh està dividit en 23 districtes:

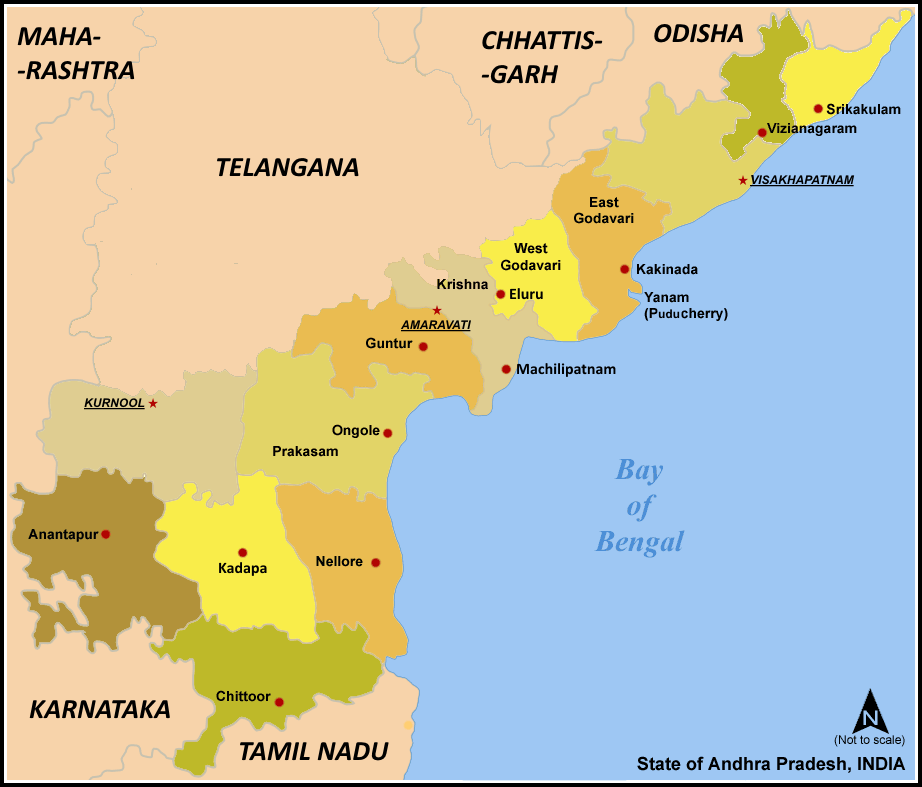
Districtes d'Andhra Pradesh.

- Districte d'Adilabad
- Districte de Nizamabad
- Districte de Karimnagar
- Districte de Medak
- Districte de Warangal
- Districte de Rangareddy
- Districte de Nalgonda
- Districte de Mahbubnagar
- Districte de Khammam
- Districte d'Hyderabad
- Districte d'Anantapur
- Districte de Chittoor o Chittur
- Districte de Cuddapah o Kadapa
- Districte de Kurnool
- Districte d'East Godavari
- Districte de Guntur
- Districte de West Godavari
- Districte de Kistna o Krishna
- Districte de Nellore
- Districte de Prakasam
- Districte de Srikakulam
- Districte de Visakhapatnam
- Districte de Vizianagaram